# Indiens Grand Prix
Indiens Grand Prix var en deltävling i Formel 1 som kördes första gången på Buddh International Circuit i New Delhi-området i Indien säsongen 2011, med Sebastian Vettel som segrare. Loppet har arrangerats ytterligare två gånger, 2012 och 2013, innan det lades på is 2014.

## Vinnare Indiens Grand Prix
| År   | Bana                        | Förare           | Konstruktör      |
| ---- | --------------------------- | ---------------- | ---------------- |
| 2013 | Buddh International Circuit | Sebastian Vettel | Red Bull-Renault |
| 2012 | Buddh International Circuit | Sebastian Vettel | Red Bull-Renault |
| 2011 | Buddh International Circuit | Sebastian Vettel | Red Bull-Renault |